# خوکچه کوهی شیپتون
خوکچه کوهی شیپتون (نام علمی: Microcavia shiptoni) نام یک گونه از سرده خوکچه کوهی است.